# Tcha Limberger

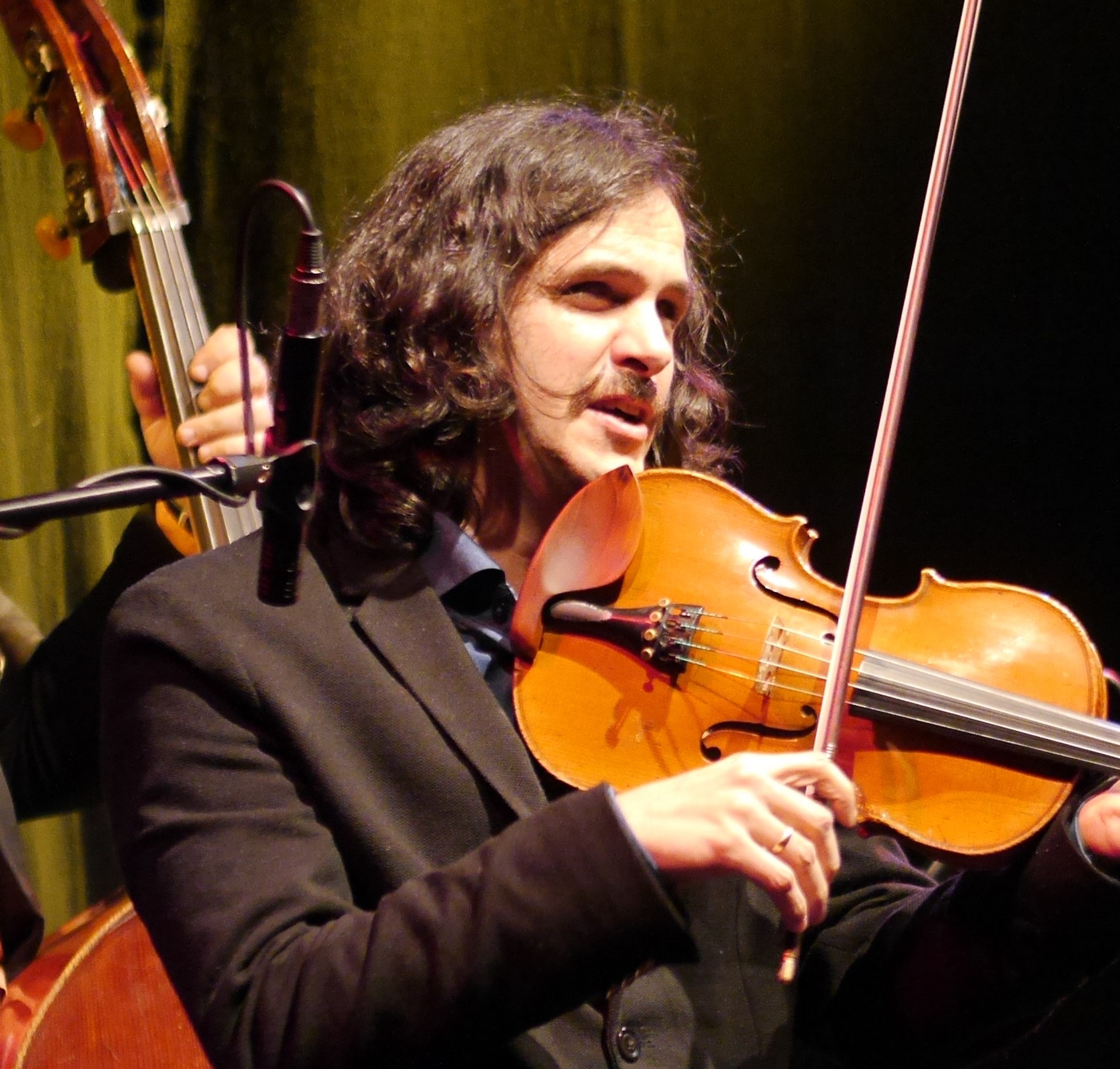
Tcha Limberger (2017)

Tcha Limberger (* 1977 in Brügge) ist ein belgischer Jazz- und Weltmusikkünstler (Gitarre, Geige, Gesang, Komposition), der sich zwischen Gypsy-Jazz und Balkanmusik bewegt.

## Leben und Wirken
Limberger, Enkel des Musikers Piotto Limberger, der die Band De Piottos leitete, verlor als Kleinkind sein Augenlicht. Von seinem Vater, dem Gitarristen und Sänger Vivi Limberger, wurde er musikalisch in der Tradition der Manouches unterwiesen; mit sechs Jahren erhielt er Gitarrenunterricht. Bereits als Kind gab er seine ersten Soloauftritte als Flamenco-Gitarrist. Als Zehnjähriger begann er, Banjo bei einer Amateurband des New Orleans Jazz zu spielen, wo er eine Liebe zur Klarinette entwickelte. Mit 13 Jahren studierte er bei Dick Vanderharst moderne klassische Komposition; eines seiner ersten Werke entstand für eine zeitgenössische belgische Ballettkompagnie. Aus Interesse an ungarischer Zigeunermusik wechselte er von der Klarinette zur Geige, als er 17 Jahre alt war. Er lebte mehrere Jahre in Budapest, wo er durch Bela Horváth und Kallai Zsolt Violinunterricht erhielt und in unterschiedlichen musikalischen Traditionen unterwiesen wurde.
Neben eigenen Gruppen gehörte Limberger zum Waso Quartett, in dem er zeitweise die Position seines Vaters als Gitarrist einnahm. Mit dem Budapest Gypsy Orchestra konzentrierte er sich auf den Magyar nótaund mit dem Kalotaszeg Trio spielte er transsylvanische Volksmusik. Gemeinsam mit seinen Streicherkollegen Renaud Crols, Alex Tripodi und Sam Gerstmans sowie dem Gitarristen Renaud Dardenne näherte er sich seit 2012 auf mittlerweile drei Alben mit Les Violons de Bruxelles der Musik von Django Reinhardt auf neue Weise. Weiterhin arbeitete er mit Koen De Cauter, Dick van der Harst, Hermann Schamp, Roby Lakatos, Robin Nolan, Stochelo Rosenberg, Wannes Van de Velde, Biréli Lagrène, Fapy Lafertin, Boross Lajos, Puka Karoly, Berki Viktor, Toni Rudi, Christophe Astolfi und dem Gipsy-Ensemble Kalinka. Er verfasste das Lehrbuch A Melodic Approach to the Music of Django Reinhardt.

## Diskographische Hinweise
- 1999: Terug
- 2004: Waso Quartet Ombre et lumière (Munich)
- 2004: Koen De Cauter, Fapy Lafertin, Patrick Saussois, Joop Ayal, Tcha Limberger, Waso De Cauter, Dajo De Cauter  DjanGo! A Tribute to Django Reinhardt – Live at the AB (Werf)
- 2006: Fabrizio Cassol VSPRS: Music inspired by Monteverdi’s Vespro della Beata Vergine (mit Aka Moon, Wim Becu, Claron McFadden, Cristina Zavalloni)
- 2009: Budapest Gypsy Orchestra Búra termett idő
- 2009: Kalotaszeg Trio A hajanali csillag ragyog
- 2010: Standards
- 2011: Reizigers
- 2017: Live in Foix (mit Mozes Rosenberg, Dave Kelbie, Sebastien Girardot)
- 2019: Les Violons de Bruxelles: Barcelone